# Gao Shangquan
Gao Shangquan (chinesisch 高尚全, Pinyin Gāo Shàngquán; * 1929 in Jiading, Republik China; † 27. Juni 2021 in Peking) war ein chinesischer Wirtschaftswissenschaftler.

## Leben
Von 1985 bis 1993 war Gao stellvertretender Vorsitzender des Komitees für die Reform des nationalen Wirtschaftssystems. Von 1998 bis 2003 war er Mitglied des 9. Nationalkomitees und Direktor der chinesischen Gesellschaft für die Reform des Wirtschaftssystems.
Bis 2010 war Gao zudem Vorstandsvorsitzender der Stiftung für die Erforschung der chinesischen Wirtschaftsreformen und Professor der Peking-Universität sowie Dekan der Fakultät für Management an der Zhejiang-Universität.
Seine Veröffentlichungen, „The Reform of China’s Industrial System“ (1987) und „Two Decades of Reform in China“ (中国改革二十年) (1999), übten maßgeblichen Einfluss auf die Entwicklung der chinesischen Reform- und Öffnungspolitik aus.